# Castro da Cárcoda

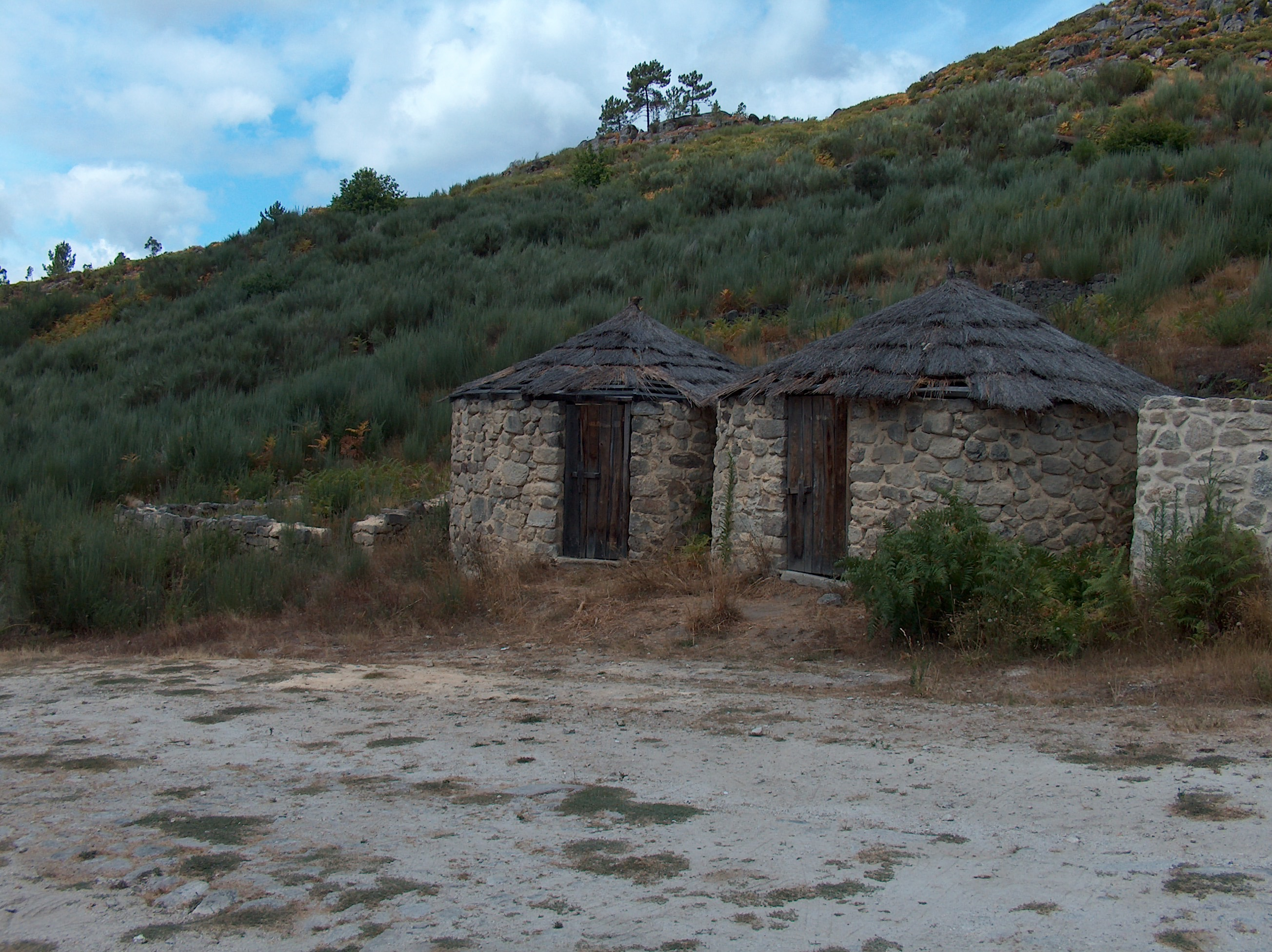
Casas reconstruídas do Castro da Cárcoda

O Castro da Cárcoda, também referido como Castro da Carcola ou Povoado fortificado da Cárcoda, encontra-se situado junto à localidade de Carvalhais, no município de São Pedro do Sul, em Portugal.
Foi classificado como Imóvel de Interesse Público em 20 de outubro de 1955.

## Descrição
Ocupando uma área de cerca de 10 hectares, nas encostas da serra da Arada, a 610 metros de altitude, é composto por várias dezenas de casas e por pinturas rupestres espalhadas por quinze rochedos.
O Castro da Cárcoda apresenta, como defesas naturais, a ribeira de Contença e a ribeira de Varosa, e como defesa edificada, uma muralha e um fosso que era inundado em caso de perigo.
As casas deste castro têm planta circular, oval ou rectangular, apresentando algumas um átrio rodeado por um muro. As paredes eram  constituídas por pequenas pedras assentes em barro e o seu teto era formado por materiais vegetais, tendo sido mais tarde utilizada a telha romana. Neste castro eram utilizadas lareiras, pias e silos.
Na zona do castro foram encontrados objectos líticos, materiais em bronze e ferro, moedas romanas, fragmentos de vidro e cerâmica vária.
Este castro terá a sua origem no Bronze Final e terá sido ocupado até finais do século III.
O castro foi estudado por Amorim Girão e Bairrão Oleiro de Coimbra e por Correia Tavares de Viseu (cinco campanhas arqueológicas)